# Podsavezna liga Zagrebačkog nogometnog podsaveza 1958./59.
Podsavezna liga Zagrebačkog nogometnog podsaveza (Podsavezna liga Zagreb) je bila liga 4. stupnja nogometnog prvenstva Jugoslavije za sezonu 1958./59. 

Sudjelovalo je ukupno 12 klubova, a prvak je bio "RIZ" iz Zagreba.

## Ljestvica
| mj. | klub                        | ut. | pob. | ner. | por. | gol+ | gol- | bod |
| --- | --------------------------- | --- | ---- | ---- | ---- | ---- | ---- | --- |
| 1. | RIZ Zagreb                  | 19  | 14   | 3    | 2    | 52   | 23   | 31  |
| 2. | Prvomajska Zagreb           | 19  | 9    | 4    | 6    | 40   | 24   | 22  |
| 3. | Jedinstvo Zagreb            | 19  | 7    | 8    | 4    | 32   | 22   | 22  |
| 4. | Elektrosond Zagreb          | 19  | 8    | 5    | 6    | 36   | 25   | 21  |
| 5. | Sloga Zagreb                | 19  | 7    | 6    | 6    | 34   | 27   | 20  |
| 6. | OTJ Zagreb                  | 19  | 7    | 5    | 7    | 30   | 26   | 19  |
| 7. | Ponikve Zagreb              | 19  | 8    | 3    | 8    | 43   | 41   | 19  |
| 8. | Maksimir Zagreb             | 19  | 8    | 3    | 8    | 25   | 28   | 19  |
| 9. | Sloboda Podsused Zagreb     | 19  | 5    | 6    | 8    | 22   | 26   | 16  |
| 10. | Crvena zvijezda Donji Laduč | 19  | 6    | 2    | 11   | 34   | 41   | 14  |
| 11. | Zaprešić                    | 19  | 3    | 6    | 10   | 15   | 38   | 12  |
| 12. | Komunalac Zagreb            | 19  | 3    | 5    | 11   | 23   | 55   | 11  |
| |                             |     |      |      |      |      |      |     |
| Zbog nedostatka podataka ishodi mnogih utakmica nažalost nisu poznati. Zadnja potpuna tablica je poznata nakon 19.kola, a s kraja sezone poznat je tek konačni poredak koji je isti kao i nakon 19.kola. |                             |     |      |      |      |      |      |     |

## Poveznice
- Prvenstva Zagrebačkog nogometnog podsaveza
- Zagrebački nogometni podsavez
- Zagrebačka nogometna zona 1958./59.

## Vanjske poveznice
- nk-maksimir.hr